# Tokyo Eyes
Pour plus de détails, voir Fiche technique et Distribution.
Tokyo Eyes est un film franco-japonais réalisé par Jean-Pierre Limosin, sorti en 1998.

## Synopsis
Un fait divers perturbe la sérénité quotidienne de la capitale nippone depuis plusieurs jours : un jeune homme, surnommé « le bigleux » en raison de ses épaisses lunettes, défraie la chronique en tirant sur des gens à bout portant, sans raison apparente. La jeune Hinano, dont le frère est policier, a entraperçu le portrait-robot de l'intéressé, et acquiert bientôt la certitude d'avoir déjà vu ce « bigleux » sur la ligne de métro qu'elle emprunte chaque matin. Elle se met en tête de retrouver toute seule l'énigmatique personnage…

## Fiche technique
- Titre : Tokyo Eyes
- Réalisation : Jean-Pierre Limosin
- Scénario : Jean-Pierre Limosin, Santiago Amigorena, Philippe Madral et Yūji Sakamoto
- Musique : Xavier Jamaux
  - Chanson Eye to Eye with You interprétée par Nancy Danino
- Photographie : Jean-Marc Fabre
- Montage : Danielle Anezin
- Direction artistique : Masami Kobayashi
- Production : Hengameh Panahi (Lumen Films) et Kenzō Horikoshi (Euro Space)
- Pays de production :  France et  Japon
- Langue originale : japonais, et plus secondairement français
- Format : couleurs - 1,85:1 - Dolby Surround - 35 mm
- Genre : comédie dramatique, romance
- Durée : 97 minutes
- Dates de sortie : 
  - France : 9 septembre 1998
  - Japon : 24 octobre 1998
  - Belgique : 17 février 1999

## Distribution
- Shinji Takeda : K
- Hinano Yoshikawa : Hinano
- Kaori Mizushima : Naomi
- Tetta Sugimoto : Roy
- Ren Ōsugi : le conducteur de bus
- Masayuki Yui : le manager
- Fumiya Tanaka : le DJ
- Takeshi Kitano : un yakuza

## Autour du film
- Takeshi Kitano y fait une apparition dans un rôle secondaire, celui d'un yakuza simplet rêvant de posséder une arme à feu. L'année suivante, Limosin consacré un documentaire à l'acteur-cinéaste japonais, intitulé Takeshi Kitano l'imprévisible, tout en faisant appel à Shigehiko Hasumi, auteur-philosophe et directeur de l'université de Tokyo, pour traduire et poser les questions de l'entrevue.
- Outre la musique originale, la bande-son du film comporte une chanson de Serge Gainsbourg, Pauvre Lola, qui n'est pas incluse dans l'album sorti dans le commerce.
- Le film a été présenté au Festival de Cannes 1998, dans la section Un Certain Regard.
- Certains fans du manga L'Ara aux sept couleurs y voient une influence sur le film[réf. nécessaire].

## Distinctions
- Prix de la meilleure actrice débutante pour Hinano Yoshikawa lors des Japanese Professional Movie Awards en 1999.